# Горничек, Лукаш
Лу́каш Го́рничек (чеш. Lukáš Horníček; родился 13 июля 2002, Високе-Мито) — чешский футболист, вратарь португальского клуба «Брага».

## Клубная карьера
Воспитанник футбольных академий клубов «Сокол Добржиков» и «Пардубице». В июле 2019 года отправился в аренду в португальский клуб «Брага» с опцией выкупа. 24 июля 2020 года перешёл в «Брагу» на постоянной основе, подписав четырёхлетний контракт, и стал самой дорогой продажей в истории клуба «Пардубице». По итогам сезона 2020/21 был признан лучшим вратарём молодёжной лиги Португалии в составе молодёжной команды «Браги». В сезоне 2021/22 выступал за команду «Брага B». 17 октября 2021 года дебютировал в основном составе «Браги», выйдя на замену в концовке матча Кубка Португалии против «Мойтенсе». 15 мая 2022 года дебютировал в португальской Примейра-лиге в матче против «Фамаликана».

## Карьера в сборной
Выступал за сборные Чехии до 16, до 17, до 18, до 19, до 20 лет и до 21 года.